# Großsteingrab von Rethen
Das Großsteingrab von Rethen wurde 1995 beim Tiefpflügen entdeckt. Es befindet sich im niedersächsischen Rethen (Gemeinde Vordorf) im Landkreis Gifhorn, nördlich von Braunschweig. Bei der Freilegung stellte sich heraus, dass die drei ausgepflügten Findlinge die Reste eines Großsteingrabes sind. Dies ist das erste entdeckte Großsteingrab im Landkreis Gifhorn, obwohl schriftlich verschiedene überliefert sind.
Das Ergebnis zweier Ausgrabungen ist eine annähernd Ost-West ausgerichtete, alt gestörte Megalithanlage der Trichterbecherkultur (TBK), oder der Bernburger Kultur, die zwischen 3500 und 2800 v. Chr. entstanden ist. Die Anlage unbekannten Typs besteht aus sechs etwa 50–60 cm starken Tragsteinen, die eine Höhe von 70 bis 90 cm aufweisen; die Deckenkonstruktion wurde nicht gefunden. Die Innenmaße der Kammer betragen 2,4 × 3,6 m. Es konnten wenige Feuersteinartefakte geborgen werden.